# Едвард Герек
Е́двард Ге́рек (пол. Edward Gierek, 6 січня 1913, Поромбка — 29 липня 2001, Цешин) — польський політичний діяч, перший секретар ЦК Польської об'єднаної робітничої партії з грудня 1970 р. до вересня 1980 р.

## Біографія
Після закінчення обов'язкової військової служби в Стрию (1934-1936) Герек одружився зі Станіславою Едрушик, але не зміг знайти роботу. 
Після закінчення Другої світової війни брав участь у створенні (1945) в Бельгії організації Польської робітничої партії (ППР) і Союзу польських патріотів, входив до складу керівництва Національної ради поляків у Бельгії і більше двох років був його головою. Після робітничих виступів в 1970 р. змінив Владислава Гомулку на посту лідера Польської об'єднаної робочої партії. За допомогою іноземних кредитів намагався реорганізувати економіку, але зазнав невдачі. Спроби придушити протести силою тільки приводили до об'єднання опозиційних сил, тож Герек був змушений визнати рух «Солідарність» і дозволити страйки. Внаслідок цього був зміщений, виключений із партії, а після введення в Польщі воєнного стану — навіть заарештований і в 1981 на рік інтернований.
Помер 29 липня 2001 у віці 88 років.